# والری بنگیگی
والری بنگیگی (فرانسوی: Valérie Benguigui‎؛ ۸ ژوئیهٔ ۱۹۶۱ – ۲ سپتامبر ۲۰۱۳) بازیگر و کارگردان نمایش اهل فرانسه بود. وی بین سال‌های ۱۹۸۶ تا ۲۰۱۲ میلادی فعالیت می‌کرد.
از فیلم‌هایی که وی در آن نقش داشته‌است، می‌توان به کلاس اشاره کرد.
وی همچنین برندهٔ جوایزی همچون جایزه سزار شده‌است.